# Synaphosus syntheticus
Synaphosus syntheticus är en spindelart som först beskrevs av Chamberlin 1924.  Synaphosus syntheticus ingår i släktet Synaphosus och familjen plattbuksspindlar. Inga underarter finns listade i Catalogue of Life.